# Жовновский сельский совет
Жовновский сельский совет (укр. Жовнівська сільська рада) — входит в состав
Бережанского района
Тернопольской области
Украины.
Административный центр сельского совета находится в 
с. Жовновка.

## Населённые пункты совета
- с. Жовновка